# حيتليات
حيتليات أو ثرثارات أرضية أو مبربرة أرضية (الاسم العلمي Pellorneidae)، فصيلة طيور من الجواثم ورتبة العصفوريات. موطنها العالم القديم ومعظم أنواعها توجد في جنوب شرق آسيا وشبه القارة الهندية.